# 禁飛區
，是指禁止任何未經特別申請許可的航空器（包括飛機、直升機、熱氣球、無人機等）飛入或飛越的空中區域。其劃定大多出於國防考量，例如軍事基地、重要政府機構、重要公共設施（如核電廠、水壩）上空等。另外也有基於飛行安全的理由，例如摩天大樓、火山活動區上空等。此外在國際社會上，在發生戰亂的國家或地區，為了人道的需求，會由聯合國出面劃設禁航區。
在航海領域中，也會有類似的禁止航行水域，在中文亦可稱為「禁航區」。

## 禁飛區舉例

### 利比亞禁飛區
2011年利比亚起義发生后，為了「採取一切必要措施」制裁政权和「保護平民和平民中心」的安全，聯合國安理會於2011年3月17日投票通過安理會1973號決議，在利比亞設立禁飛區。安理会15个成员国中的10国赞成该决议，俄罗斯、中国、德国、巴西、印度弃权。

### 伊拉克禁飛區
在波斯灣戰爭後，聯合國安全理事會於1992年通過第688號決議，指出伊拉克總統海珊對於伊拉克北部的库尔德族進行侵擾，因此基於人道，劃定伊拉克北部（北緯36度以北）為禁飛區，而後又在伊拉克南部（北緯33度以南）增設禁飛區。該禁航區禁止伊拉克的戰鬥機飛行，且不時有美國、英國等國的空軍戰鬥機巡邏。

### 中華民國（臺灣）

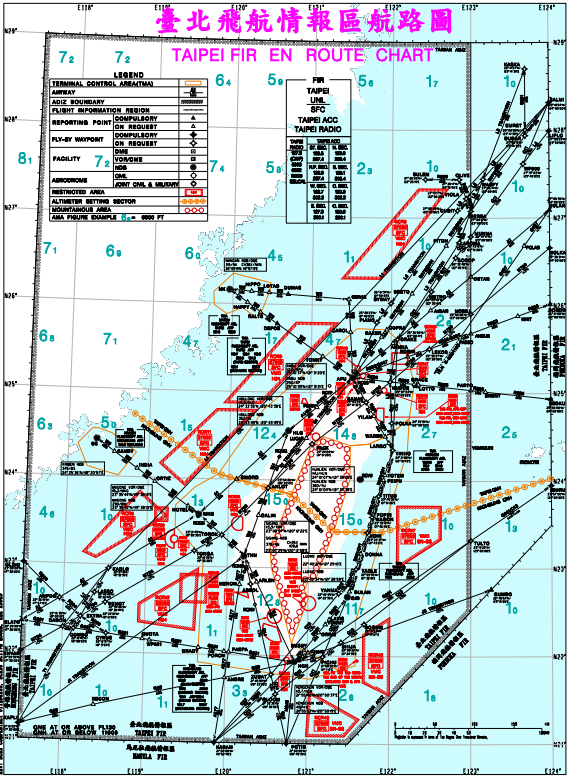
中华民国交通部民用航空局网站提供的台北飞航情报区航路图。图中红色线条区域即是中华民国方面设立的“restricted area（禁飞区）”。

在臺灣，對於禁飛區分為禁航區（完全禁止）和限航區（部分禁止）兩種，不盡相同。
- 臺灣海峽部份空域：基於防空需要，中華民國政府根據《要塞堡壘地帶法》，在臺灣海峽中線以東劃定了R5、R8、R9、R11、R12等5個禁飛區。雖然此禁飛區並未得到國際民間航空組織和中華人民共和國承認，但臺北飛航情報區飛航指南及大多數的航圖都會予以標示。
- 博愛特區：為了維護中華民國總統府以及部分中央政府機關的安全，以總統府為中心，週邊四個地標點（臺北車站、中興橋頭、臺北植物園、中正紀念堂）所圍成的空域為禁飛區。
- 臺北101大樓：基於飛航安全，交通部民用航空局劃定該大樓週邊為禁飛區，並特別更改了臺北松山機場的離到場程序及經路。
- 第一核能發電廠、第二核能發電廠及第三核能發電廠：基於維護核電廠安全，劃定此3廠方圓2海里空域為日夜連續限航區。

### 日本
皇居上空、自衛隊駐在機場與專用空域、駐日美軍駐在機場等。

### 美国
自從九一一襲擊事件爆發後，美國在重要軍政機構與顯著地標設立了禁航區，如美國國會大廈、五角大廈、白宮、自由女神像、紐約世界貿易中心、加利福尼亞州迪士尼樂園、佛羅里達州迪士尼世界度假區等地點；NASA機構如甘迺迪太空中心、愛德華空軍基地，為了讓火箭與太空梭升空，也會設置民航機禁航區。
美軍的海外駐地，如駐韓美軍及駐日美軍據點，使用權雖與韓國空軍及航空自衛隊共享，但民航機通常被禁止飛越空軍基地（部分軍民合用機場有特殊豁免條件）。

### 中华人民共和国（中国大陆）
在中國共產黨全國代表大會、全國人民代表大會與中國人民政治協商會議全國委員會全体会议举行期間，北京的重要軍政機構也設立了禁飞區，如中南海、人民大會堂和天安門廣場，除了禁止民航機飛越之外，各類的空飄物體也被嚴格限制，如熱氣球、遙控飛機。

### 香港特別行政區
2022年中共中央總書記習近平到訪香港期間，香港警務處為習近平提供近身保衛，場地保安及車隊護送，並在其到訪及途經的地區設立核心保安區，周邊範圍則列為保安區。民航處於維多利亞港兩岸及部分地區設臨時限飛區，小型無人機亦嚴禁使用。

### 其它
冰島
- 2010年冰島火山爆發期間，大量的火山灰隨著西風帶籠罩歐陸天際，造成歐洲航空大停擺；而冰島當局也在事發地點艾雅法拉火山周遭設立禁航區，並將進出雷克雅未克機場的航道做出調整。

 朝鮮民主主義人民共和國（北韓）
- 2012年朝鲜連兩次發射銀河3號運載火箭，同時公告火箭碎片沿途墜落的海域並劃歸為禁航區。

 乌克兰
- 在2022年俄羅斯入侵烏克蘭期间，乌克兰总统泽连斯基多次呼吁北约及美国的军队在他的国家上空设立禁飞区（英语：Proposed no-fly zone in the 2022 Russian invasion of Ukraine）以抵御俄罗斯军队对乌克兰的无差别轰炸，但美国和北约以可能会触发第三次世界大战（核战争）为由拒绝。[3]

## 外部連結
- Bass, Frank; Solomon, John. . Associated Press (via Lawrence Journal-World). April 5, 2002  [March 3, 2011]. （原始内容存档于2021-04-14）.
- Wheeler, Nicholas J. (2000) Saving Strangers –  Humanitarian Intervention in International Society.  Oxford University Press (Oxford, England).  ISBN 978-0-19-829621-8.